# Шарль Ласеґ

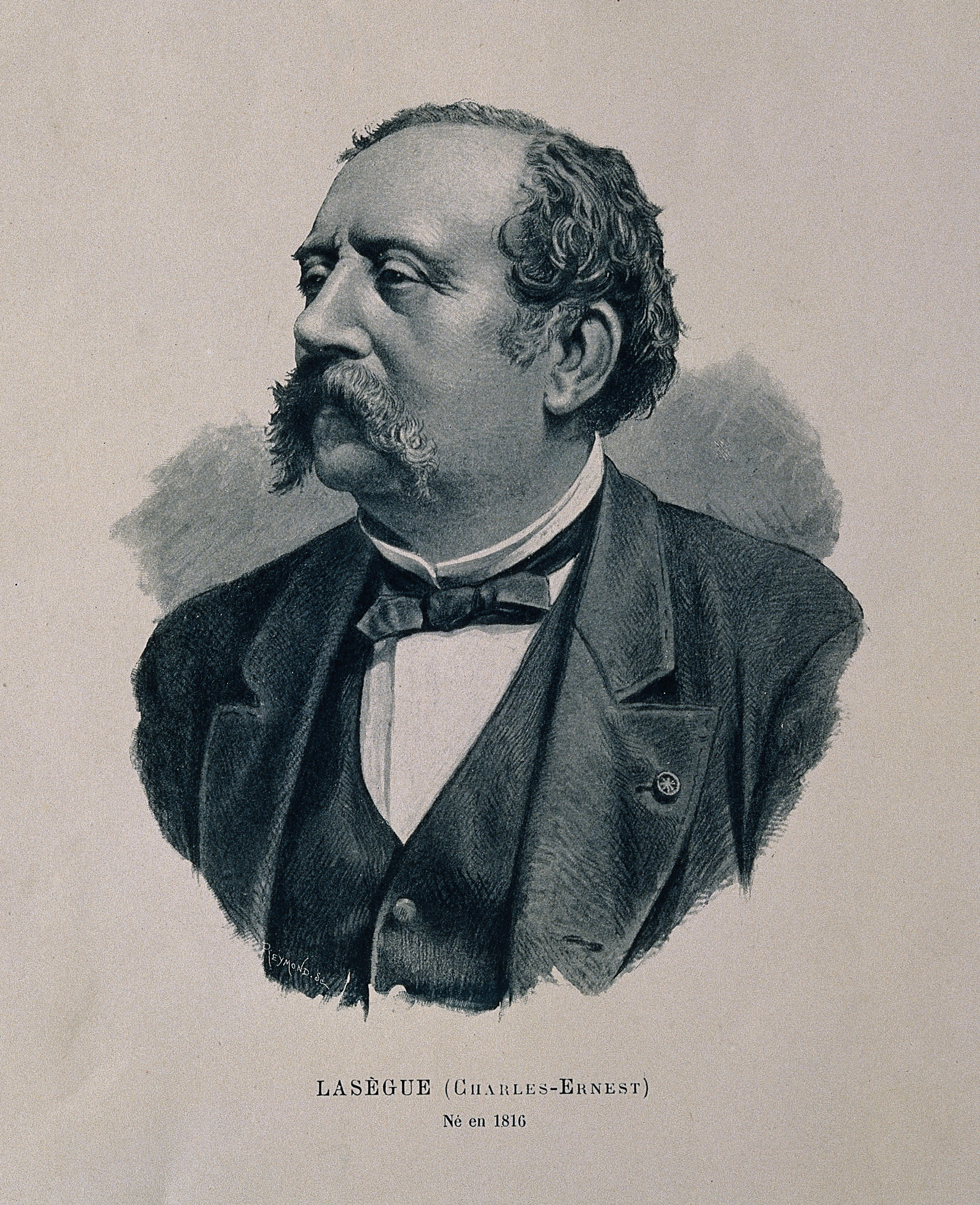
Портрет Ернеста-Шарля Ласеґа. Автор: Реймон, 1896

Ернест-Шарль Ласеґ (фр. Charles Lasègue; 5 вересня 1816, Париж 20 березня 1883, там само) — французький лікар. Він вважається автором симптому, відомого як симптом Ласеґа (фактично був описаний його учнем Форстом).

## Біографія
У 1847 році закінчив медичні студії в Парижі. У 1848 році він був скерований французьким урядом в Україну для дослідження епідемії холери. Після повернення практикував у лікарнях Salpêtrière, Pitié та Necker. У 1869 році став професором медицини в лікарні Некера.
Був автором низки наукових праць у галузі внутрішньої медицини, неврології та психіатрії. Він ввів у медицину термін folie à deux і представив один із перших описів нервової анорексії.